# Hospice Comtesse

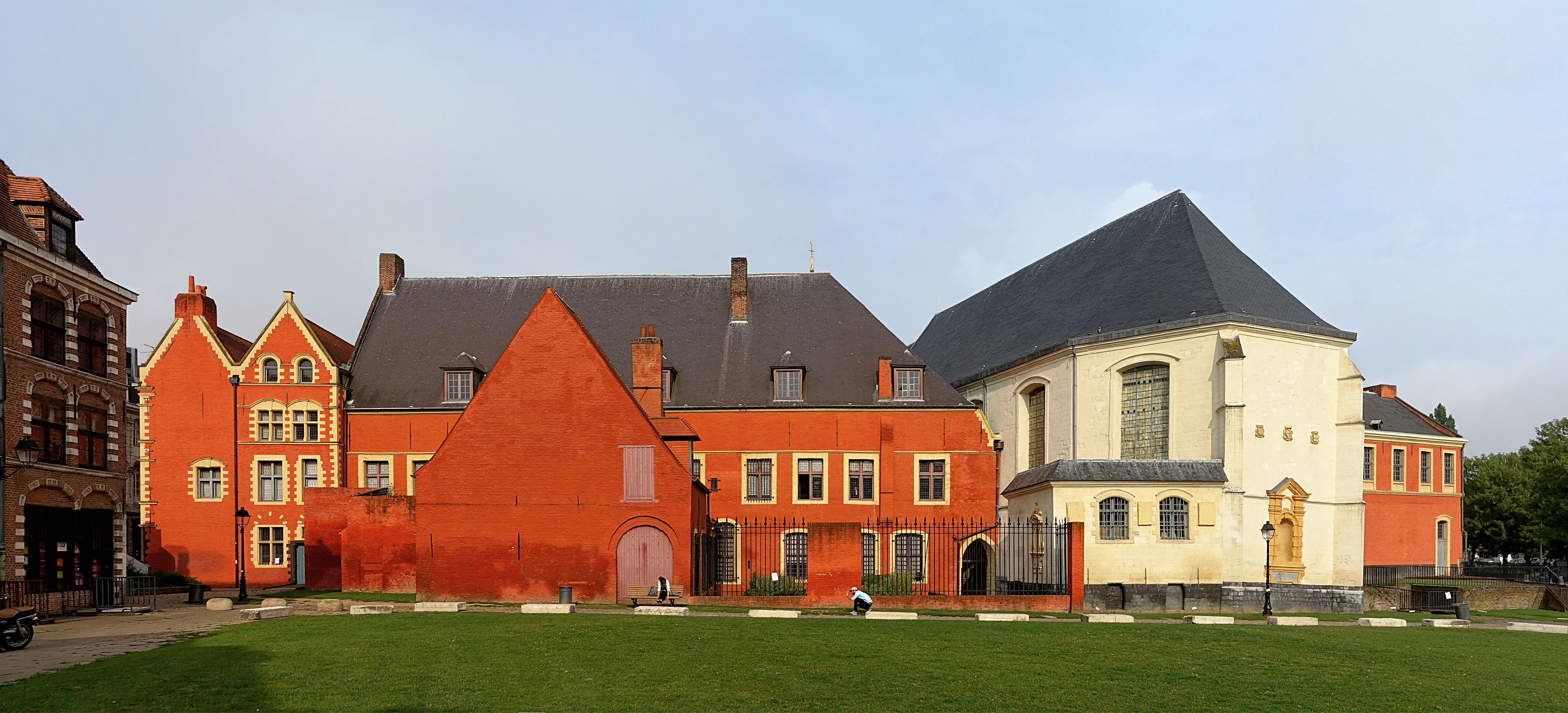
Achterzijde hospice

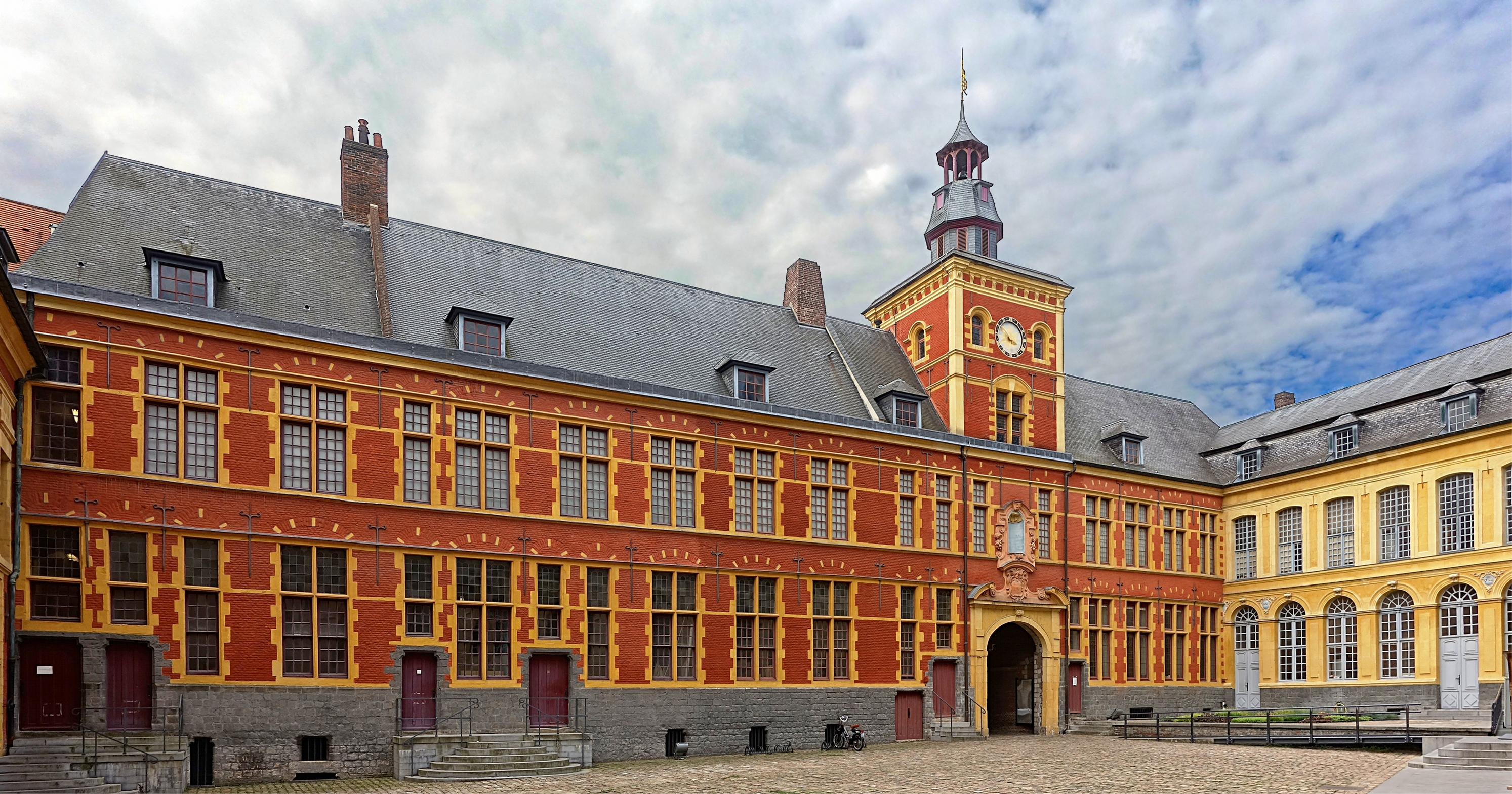
Het binnenhof

Het Hospice Comtesse is een voormalig gasthuis in Rijsel waarin thans het Musée de l'Hospice Comtesse is ondergebracht. De instelling werd in 1237 gesticht door Johanna van Constantinopel.

## Geschiedenis
Johanna van Constantinopel was van 1206 tot haar overlijden gravin van Vlaanderen en heeft in die hoedanigheid veel voor het graafschap en zijn inwoners betekend. Zo stichtte zij in 1227 in Marquette het Hôpital Notre-Dame, waarvan ze de bouw in 1230 echter opschortte om het over te brengen naar Rijsel. In 1237 ging het van start op de terreinen van het grafelijke kasteel Hôtel de la Salle, bestemd voor de verzorging van zieken. Vanaf 1245 namen de inwonende broeders en zusters de leefregels van Sint Augustinus aan, die onder andere die verzorging van zieken inhielden.
Na de Franse Revolutie in 1799 werd de zieken- en armenzorg in Rijsel hervormd. Het hôpital werd een hospice met een bestemming als huis voor ouden van dagen, een functie die het tot 1939 behield. Na als depot te hebben gediend werd het vanaf 1962 ingericht als museum, met nadruk op de geschiedenis van de stad en het gasthuis zelf.

## Gebouw
Het in 1237 gestichte gebouw werd in 1467 door brand verwoest. Een nieuw gebouw werd opgericht en in latere eeuwen verder uitgebreid. Ook in 1649 vond een brand plaats die een deel van het complex verwoestte. Tegenwoordig zijn de ziekenzaal en de eronder gelegen benedenverdieping nog de enige 15e-eeuwse overgebleven gedeelten. Tot in de 18e eeuw vonden er uitbreidingen plaats.

### Kapel
In 1649 vond de herbouw plaats van de kapel die direct aan het hospice is gelegen. Het hoofdaltaar wordt opgeluisterd door het schilderij Presentatie van de Heilige Maagd in de Tempel van de Rijselse stadsschilder Arnould de Vuez (1642-1720), van wie ook in opdracht van het stadsbestuur gemaakte schilderijen van de graven van Vlaanderen en historiestukken van Rijsel in het huidige hospicemuseum hun plaats vonden.

## Externe link

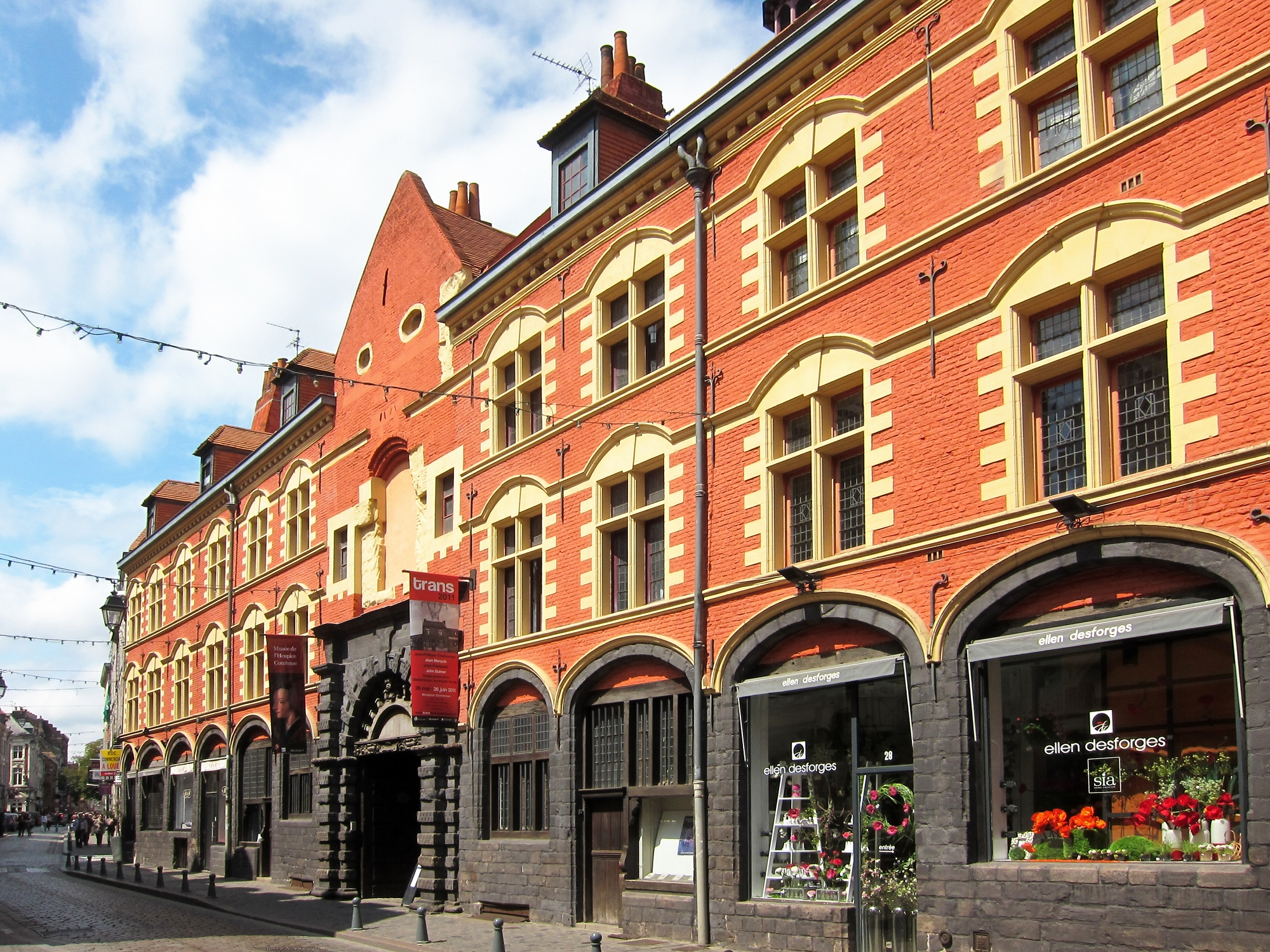
De façade aan de rue de la Monnaie
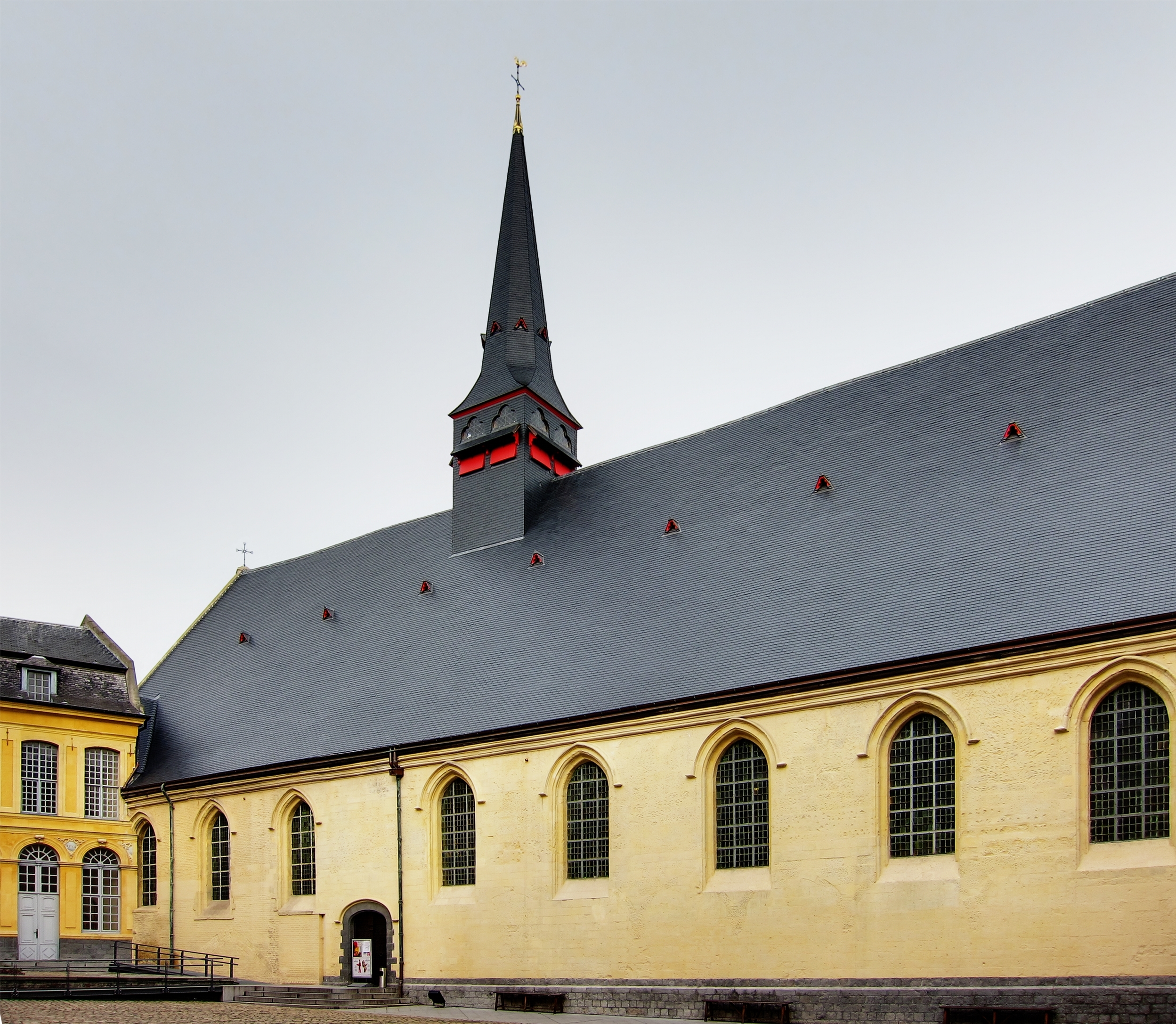
Buitenzijde ziekenzaal
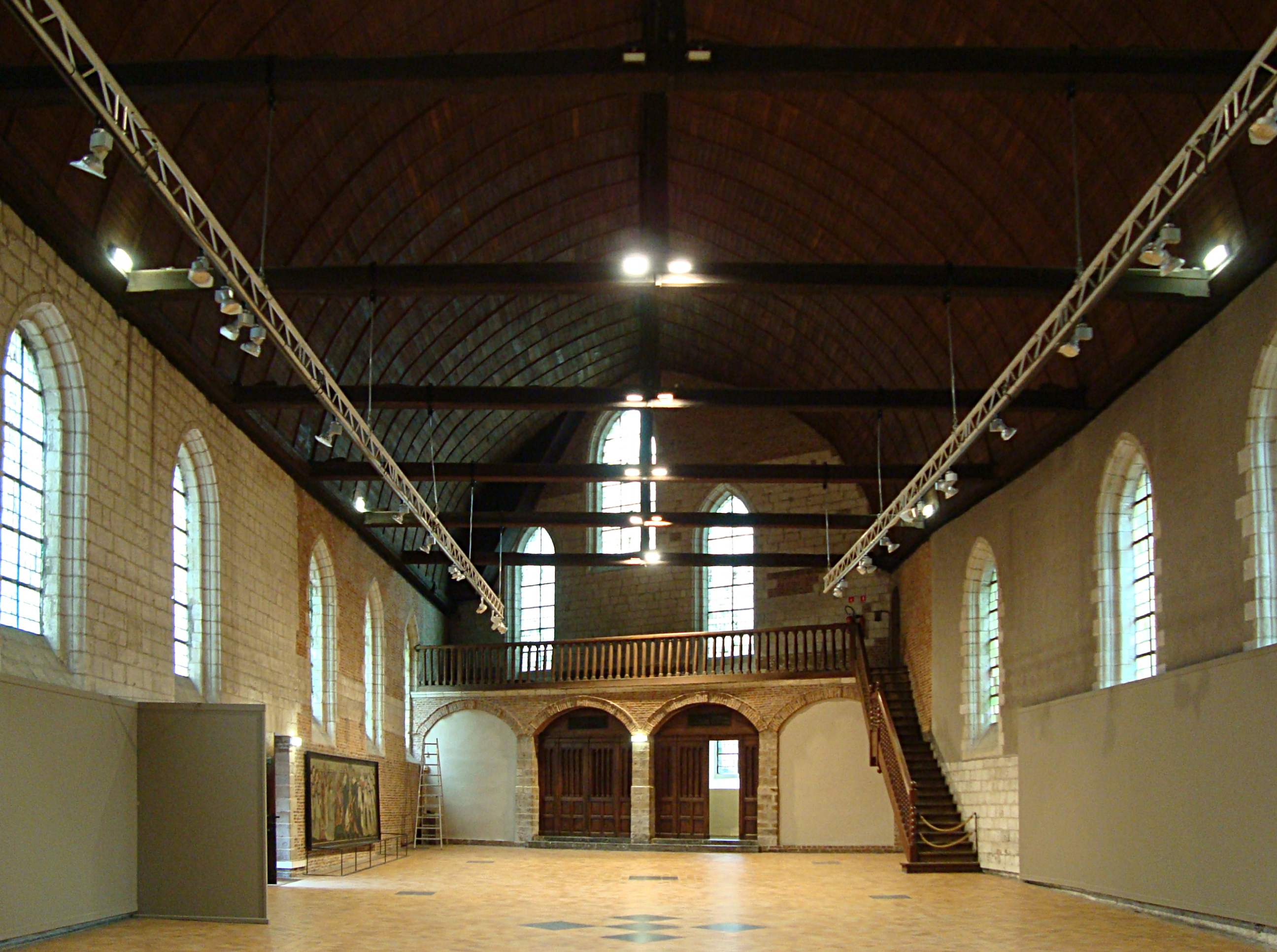
Interieur ziekenzaal
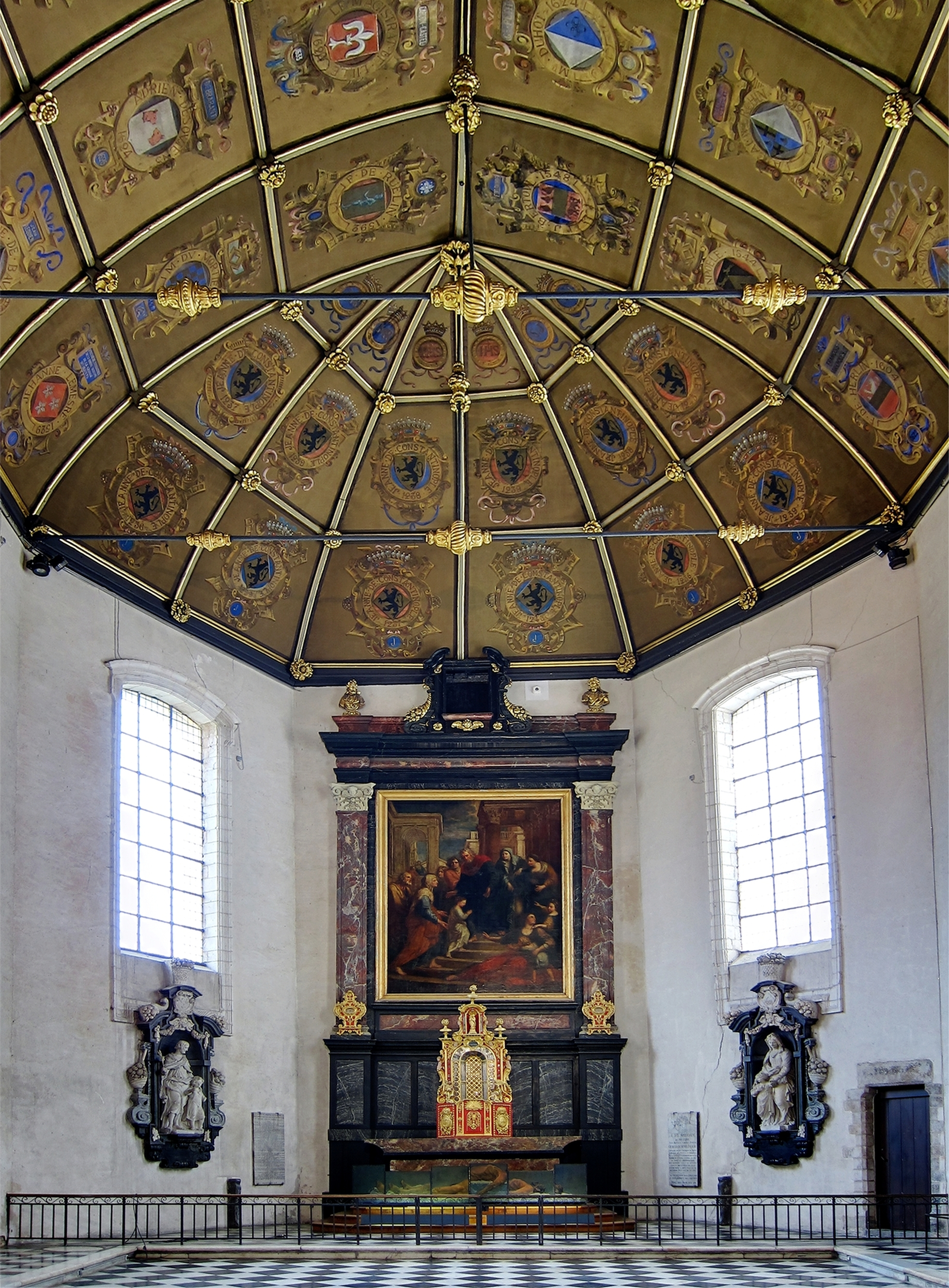
Interieur van de kapel
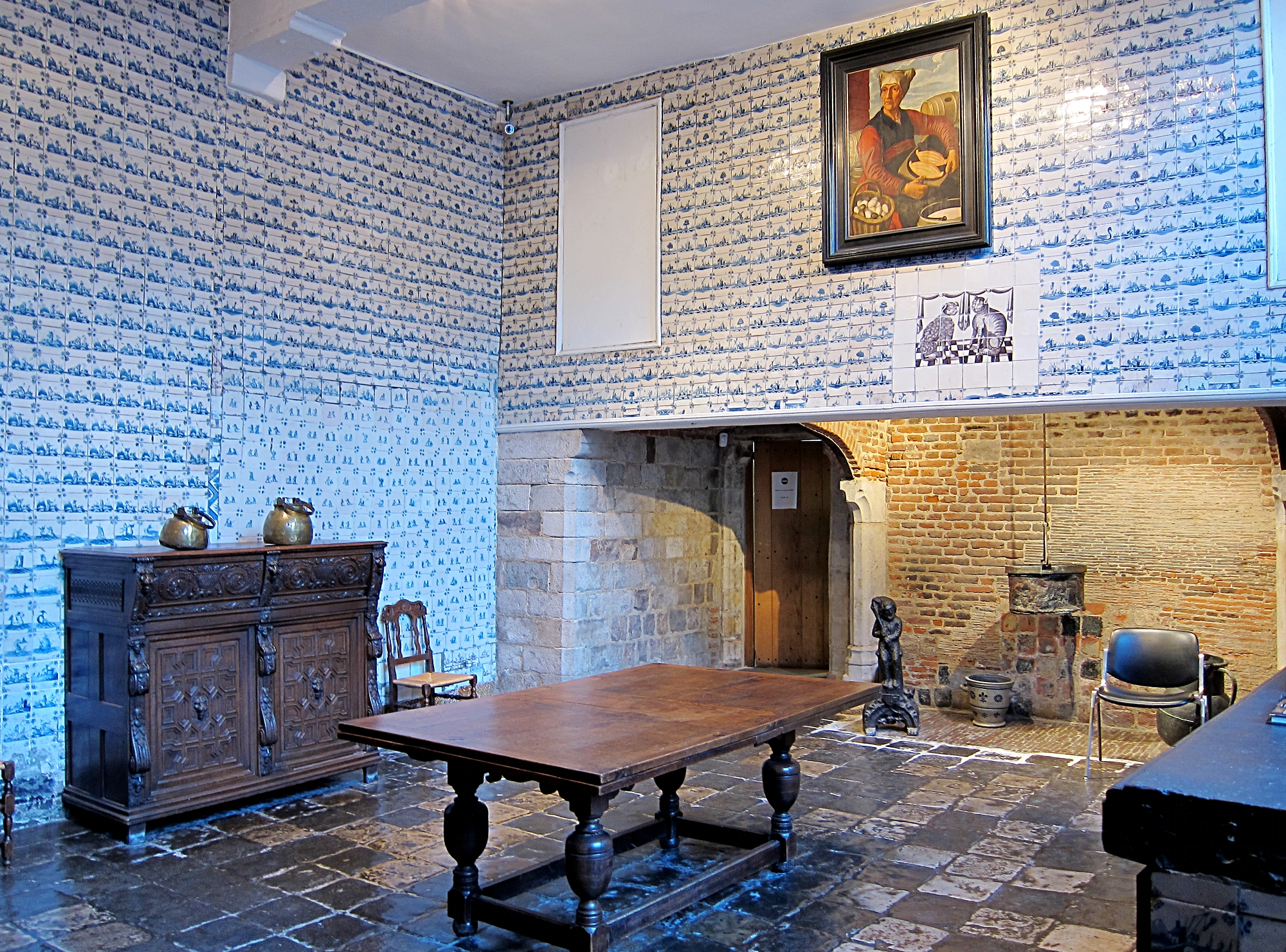
De keuken